# SS Leviathan
Pour les articles homonymes, voir Léviathan (homonymie).
Le Vaterland, plus tard rebaptisé Leviathan, est un paquebot transatlantique allemand puis américain, construit par les chantiers Blohm & Voss pour la compagnie maritime Hamburg America Line. C'est le deuxième navire d'une série de trois paquebots formant la classe Imperator, avec l’Imperator et le Bismarck.
Lorsque la Première Guerre mondiale éclate en 1914, le Vaterland est immobilisé aux États-Unis, et finalement saisi lors de leur entrée en guerre. Renommé SS Leviathan, il sert de transport de troupes de 1917 à 1919, puis reprend du service comme transatlantique pour la compagnie United States Lines. Jusqu'à sa démolition en 1938, sa carrière se révèle être un désastre financier.

## Histoire

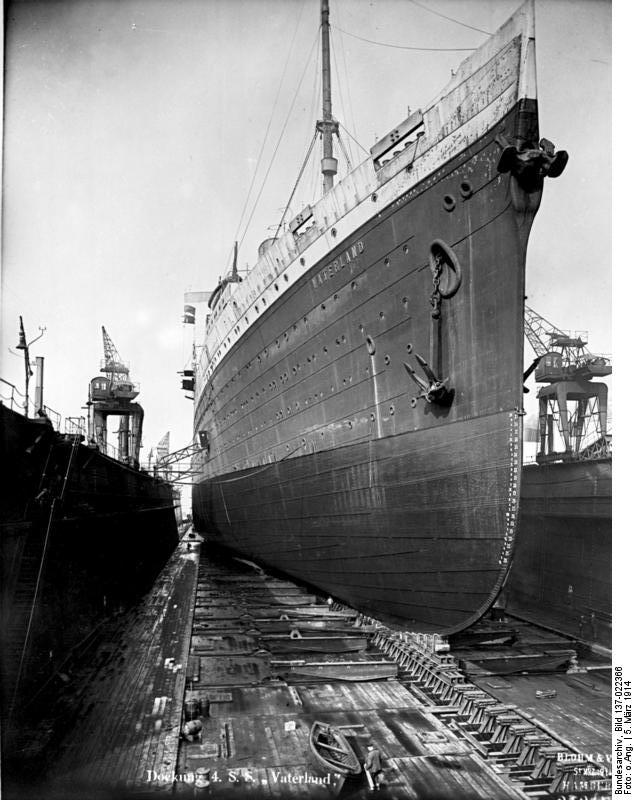
Le Vaterland en cale sèche le 5 mars 1914 à Hambourg.

### Construction
L’idée de la construction de trois paquebots géants pour la Hamburg America Line (HAPAG) vient de son président, Albert Ballin. En effet, le seul navire d’ampleur de la compagnie est le Deutschland, dont les nombreux problèmes d'ordre technique font fuir la clientèle. De plus, sa taille est nettement inférieure à celle des paquebots britanniques construits au début du XXe siècle. La compagnie a également produit l’Amerika et le Kaiserin Auguste Victoria qui ont rencontré un certain succès, sans parvenir à la hauteur de leurs concurrents. Le trio de Ballin a donc pour but de concurrencer les trios de la Cunard et de la White Star non pas par la vitesse, mais par la taille et le luxe. Le premier paquebot de la série est l’Imperator dont la carrière débute en 1913.
Le second paquebot, le SS Vaterland est construit par les chantiers Blohm & Voss de Hambourg, en Allemagne. La décoration intérieure des navires du trio est l'œuvre de Charles Mewès.  Le Vaterland est lancé le 13 avril 1913. Il porte alors provisoirement le nom d’Europa. Le navire bénéficie d'aménagements prestigieux, à l'instar de son jumeau, avec deux suites impériales, un café véranda et un restaurant à la carte. Le Kaiser Guillaume II participe lui-même à la décoration en offrant quatre toiles datant du XVIIe siècle, un buste le représentant (comme sur l’Imperator) et un bronze représentant la reine Marie-Antoinette.

## Intérieurs

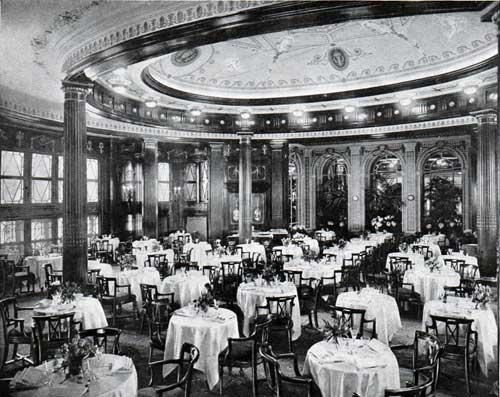
Le restaurant Ritz-Carlton

Le Vaterland offrait aux passagers de première classe des espaces tels qu'un restaurant Ritz-Carlton, une salle de bal, une salle à manger capable d'accueillir 800 personnes, un salon pour les femmes, un fumoir, une bibliothèque, et une somptueuse piscine « Romaine ». La piscine, qui avait trois ponts de haut, était décorée de fresques Pompéiennes, de bancs de marbre et de colonnes. Elle était un double de celle à bord l'Imperator. Autour de la piscine se rangeaient des pièces contenant de divers facilités de spa, tels comme une salle de massage, des cures d'eau telles comme un bain d'acide carbonique, un coiffeur, etc..

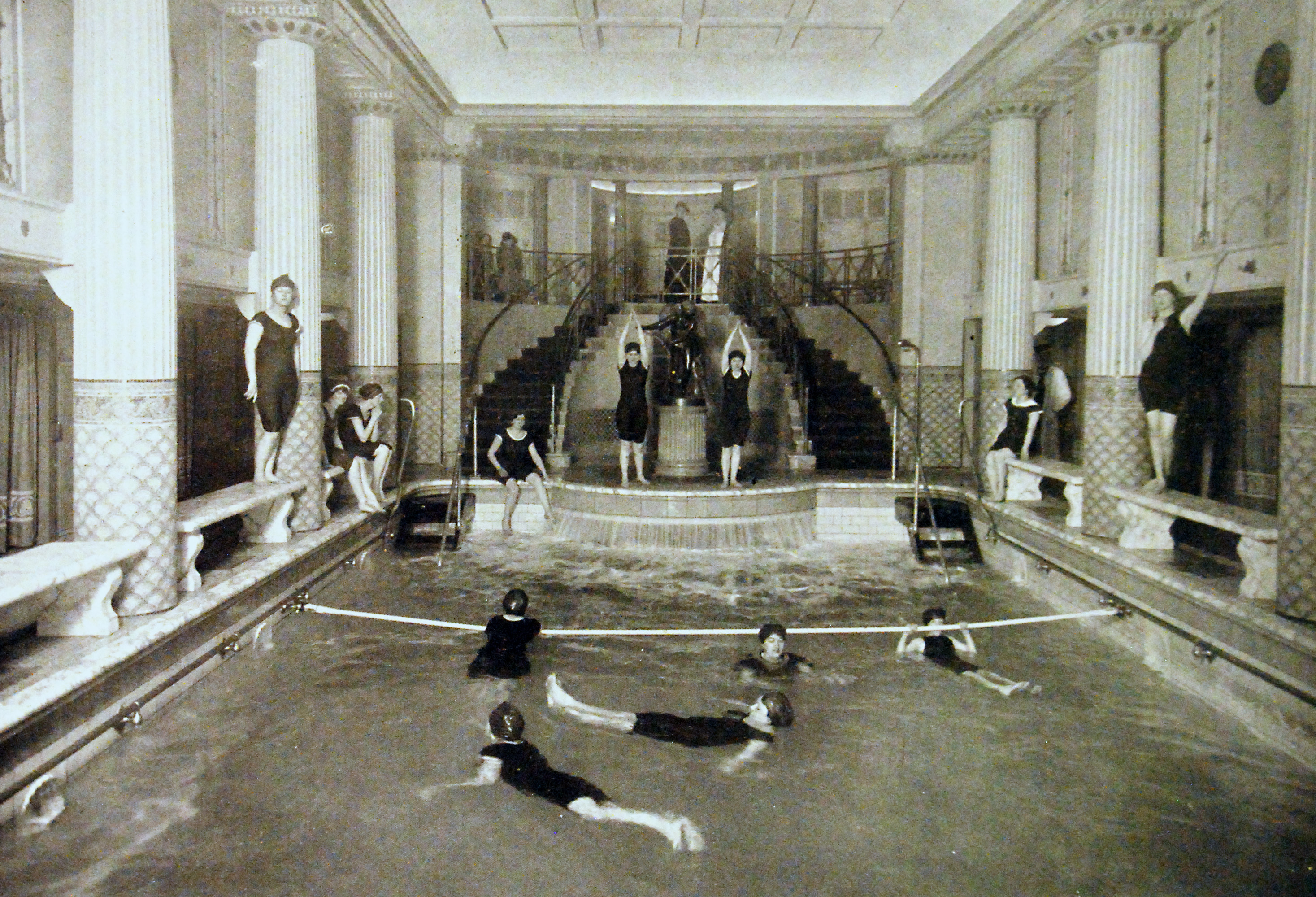
La piscine « Pompéienne » à bord du Vaterland

Par une reconfiguration des arbres de prélèvement des entonnoirs, qui situa les arbres sur les côtés du navire au lieu du centre, les espaces publics étaient particulièrement spacieux. Cela permettait de créer une grande perspective dégagée à travers le restaurant Ritz-Carlton, la cour des palmiers et la salle de bal. 
Le grand salon était du Style Louis XIV, lambrissé de boiseries de chêne français et surmonté d'un dôme en verre . Les murs du grand salon arboraient quatre tableaux flamands, dons du Tsar Nicolas II au Kaiser Guillaume, qui à son tour les offrit pour la décoration du Vaterland. 

## Début de carrière
Le Vaterland effectue sa traversée inaugurale entre Cuxhaven et New York le 14 mai 1914. Son arrivée est pathétique puisque le géant des mers entre dans le port de New York traîné par les remorqueurs, ses machines ayant été victimes d'une avarie.
Le paquebot ne fait que quelques allers et retours (subissant d'autres problèmes techniques) lorsque, fin juillet 1914, éclate la Première Guerre mondiale. Le Vaterland se trouve alors dans le port de New York. Dans l'impossibilité de retourner en Allemagne du fait de la domination britannique sur les océans, le paquebot reste amarré à Hoboken, dans le New Jersey, pendant trois ans.

### Première Guerre mondiale

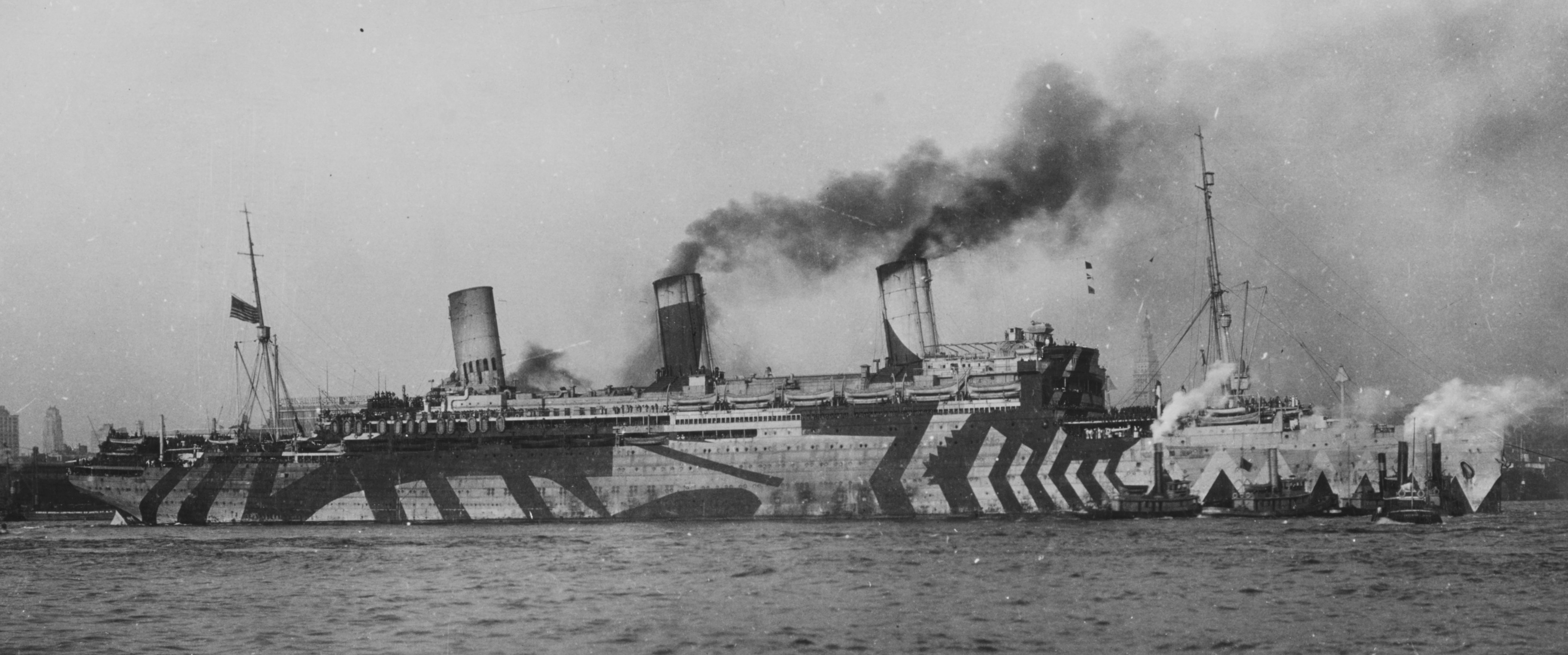
Le Leviathan en tenue de camouflage Dazzle.

Le paquebot est saisi par les États-Unis à leur entrée en guerre, le 6 avril 1917. Il est confié à l'U.S. Navy en juin 1917, et mis en service en juillet 1917 sous le nom d'USS Vaterland, sous le commandement du capitaine de vaisseau J. W. Oman. Le président Wilson le baptise Leviathan le 6 septembre 1917. Un essai vers Cuba est réalisé en novembre 1917 et le bâtiment sert en décembre comme transport de troupes vers Liverpool, en Angleterre. Du fait des travaux à réaliser, il ne peut rejoindre les États-Unis qu’en février 1918.
Intégré à la Cruiser and Transport Force, un second voyage vers Liverpool en mars est à nouveau suivi de travaux. C'est à cette époque que le bâtiment est repeint d'un motif de camouflage qu'il conserve jusqu'à la fin de la guerre. Le Leviathan fait des allers et retours réguliers entre les États-Unis et le port français de Brest, transportant plus de 14 000 personnes par voyage (personnel de bord compris), pour un total cumulé de 110 591 soldats américains transportés vers la France et l'Angleterre au 11 novembre 1918, date de l’Armistice, en dix traversées, faisant de lui le navire ayant transporté le plus de troupes américaines de la guerre. Par ailleurs, le navire est un vecteur de la grippe espagnole dont personne ne mesure la gravité.
Le Leviathan, repeint en gris dès décembre 1918, refait neuf allers et retours pour ramener les soldats vers les États-Unis. Le dernier voyage a lieu le 8 septembre 1919. Le 29 octobre 1919, l'USS Leviathan quitte la marine militaire américaine.

### L'après-guerre

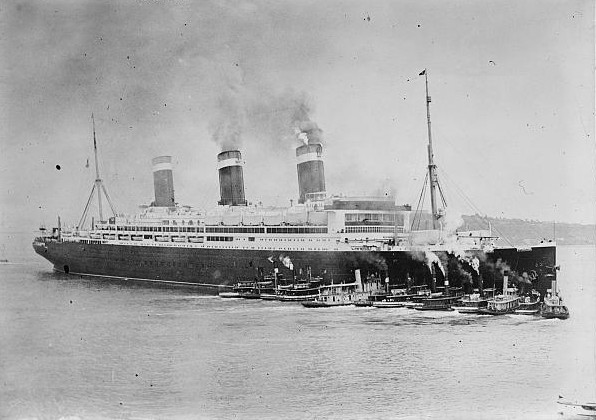
Le Leviathan entouré de remorqueurs.

En avril 1922, le paquebot rejoint le port de Newport News, en Virginie, où il est entièrement rénové selon les standards de l'époque. Les derniers travaux prennent fin en juin 1923. Les rénovations sont menées par l’architecte Gibbs, qui sera dans les années 1950 le décorateur de l’United States. N’ayant pas eu accès aux plans originaux du navire que les Allemands n'avaient pas voulu lui céder, il doit recréer totalement l’intérieur du paquebot.
Le SS Leviathan est le « roi » de la flotte marchande américaine et est utilisé comme paquebot transatlantique dans les années 1920. Surnommé « Levi Nathan », ce navire n'est pas aussi apprécié que ses rivaux européens, du fait de l'absence d'alcool à bord. En effet, le navire, considéré comme une extension du territoire américain, est soumis aux lois de la prohibition. De plus, les lois sur l'immigration font chuter la rentabilité des troisièmes classes. Le navire ne fait donc que peu de traversées rentables. On dit également que la cuisine et le service y laissent à désirer. Cependant, l'orchestre du Leviathan enregistre plusieurs disques 78 tours au début des années 1920. La baisse de la clientèle due à la Grande Dépression frappe durement le Leviathan. Il est désarmé en 1931 et, à l'exception de quelques mois de service en 1934, reste inutilisé jusqu'au 10 décembre 1937, date de sa vente à une société britannique qui lui fait faire son dernier voyage transatlantique à destination de Rosyth, en Écosse, où il est démantelé le 6 juin 1938. Ce dernier voyage se fait sans passagers, et est marqué par diverses pannes et des menaces de grève de la part de l'équipage.

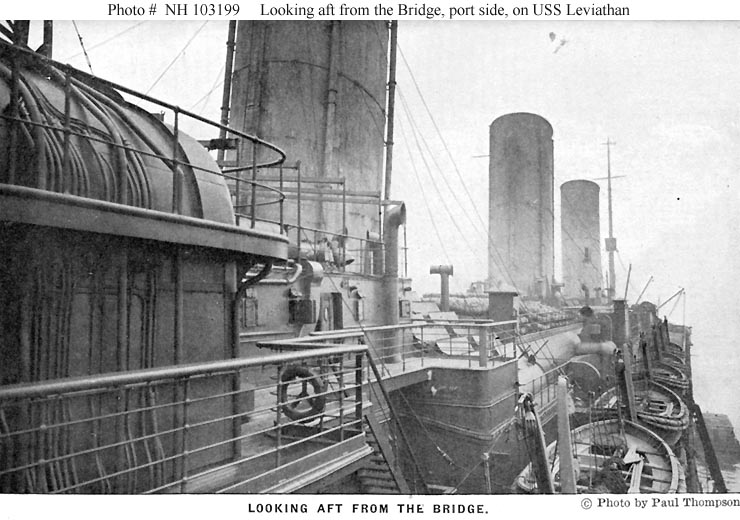
Le Leviathan vu du pont.

Le réalisateur Alfred Hitchcock voulait utiliser le Leviathan dans une superproduction sur la tragédie du Titanic. Avant qu'il n'ait pu s'assurer de l'usage du navire, ses propriétaires l'avaient vendu pour son démantèlement en Grande-Bretagne.
Si l'on excepte la période de la réquisition du paquebot Normandie, la marine américaine ne posséda de bâtiment plus grand que le Leviathan qu'en 1945, avec la construction du porte-avions USS Midway. De plus, aucun bâtiment commercial des États-Unis ne dépassa par la taille le Leviathan, jusqu'à 1952, année de construction du SS United States.